# Flemingia macrophylla
Flemingia macrophylla là một loài thực vật có hoa trong họ Đậu. Loài này được (Willd.) Merr. miêu tả khoa học đầu tiên.